# Georges Grimod
 (octobre 2020).
Si vous disposez d'ouvrages ou d'articles de référence ou si vous connaissez des sites web de qualité traitant du thème abordé ici, merci de compléter l'article en donnant les références utiles à sa vérifiabilité et en les liant à la section « Notes et références ».
Pour les articles homonymes, voir Grimod.
Georges Grimod, né à Laval le 5 juin 1872, décédé le 19 décembre 1951 à Laval, était un avocat et président de l'association des anciens du Lycée de Laval. Il fut président du club omnisports du Stade lavallois.

## Biographie
Il est le fils de Jules Grimod (1838-1906), marchand en nouveautés et de Victorine Toullier, et un des descendants de Alexandre Balthazar Laurent Grimod de La Reynière.
Ancien élève du lycée de Laval. Il est secrétaire général des Étudiants de Caen en 1894-1895. Docteur en droit, il est avocat à Laval, et Bâtonnier de l'ordre. Il participe à la Première Guerre mondiale, où il est affecté à diverses formations à l'intérieur et aux armées. Trésorier dès 1894, puis vice-président et enfin président en 1919 de l'association des anciens du Lycée de Laval. Il donne des conférences à la Bourse du travail, et participe à la création de l'université populaire de Laval en 1901. Il est l'auteur de plusieurs articles de journaux.
Il est premier adjoint au maire de Laval de 1911 à 1925, délégué aux Beaux-Arts. Il reconstitue la musique municipale et est président de la Société philharmonique en 1920. Il est aussi président du club omnisports du Stade lavallois. Il participe à diverses sociétés et associations de Laval. Il est président du comité d'action et de concentration républicaines de Laval.
Le 4 septembre, par arrêté et par avis consultatif du Comité départemental de libération de la Mayenne (CDL), le préfet fixe la composition du conseil municipal de Laval, où il conserve son poste de conseiller municipal. 

Conseil municipal de Laval
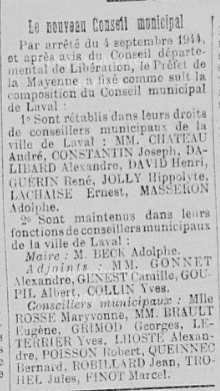
10/09/1944

Il est fait chevalier en 1928 (décoré par Emile Sinoir), et le 27 janvier 1951 officier de la Légion d'honneur. Une rue porte son nom à Laval. Son fils Jean Grimod est journaliste et auteur d'émissions de radio.

## Publications
- Étude historique des droits des enfantes naturels reconnus dans la succession de leurs père et mère et commentaire de la loi du 25 mars 1896, Larose, 1898, 350 p. ;
- La Question du divorce en 1903 (Les deux Vies, de P. et V. Margueritte), conférence donnée à l'hôtel de ville de Laval, le... 8 mars 1903, Goupil, 32 p. ;
- Avec H. Guéranger, Dictionnaire pratique de droit rural et des usages ruraux du département de la Mayenne, Veuve Goupil, Laval, 1907, 357 p. ;
- Accidents du travail chez les commerçants (loi du 12 avril 1906), brochure de 1906.